# Fête brésilienne de 1550

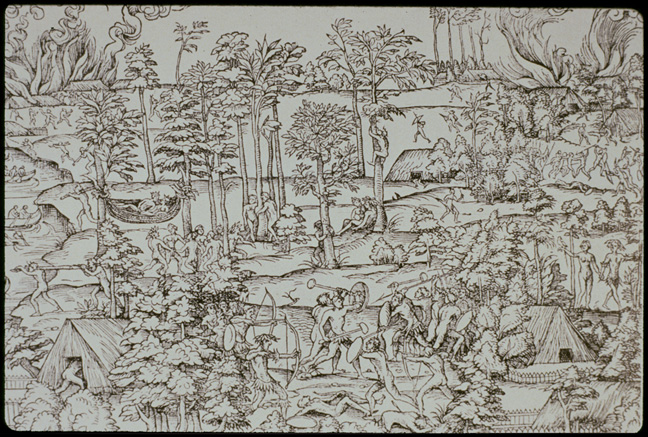
Illustration de la reconstitution d'un village Tupinamba à Rouen.

La fête brésilienne de 1550 est une reconstitution de la vie des Tupinambas, célébrant leur alliance avec les Normands, donnée à Rouen le 1er octobre 1550 devant Henri II, Catherine de Médicis et leur Cour. Elle a frappé les historiens par la nature de ces rapports d'alliance qu'elle démontrait.  

## Description

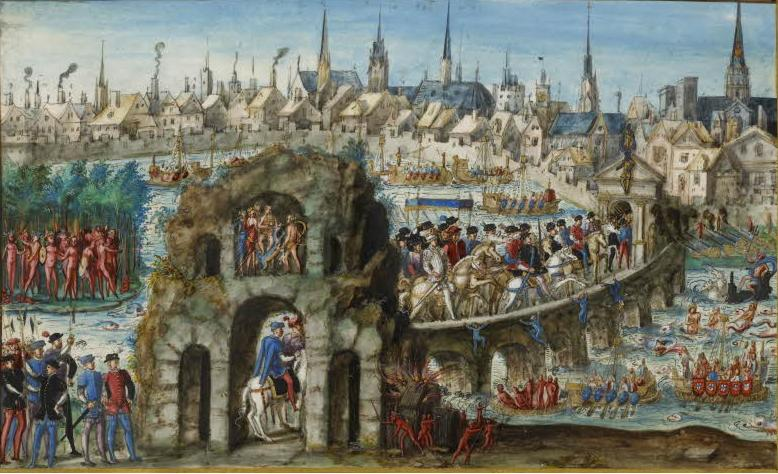
Entrée du roi Henri II à Rouen en 1550, avec village Tupinamba en bas à gauche, et combat contre la tribu ennemie en bas à droite.

Nouveau roi de France, Henri II visite les villes de son royaume, et après Paris et Lyon, fait sa Joyeuse Entrée à Rouen le 1er octobre 1550.  Parmi les différents tableaux présentés, 50 Indiens Tupinambas et 250 marins normands jouant leur rôle, nus ou vêtus de ceintures de feuilles, coiffés de plumes, porteurs d'arcs et de boucliers, rejouent des scènes de la vie quotidienne de ce peuple brésilien allié aux Normands depuis plus de cinquante ans. Plusieurs villages tupis sont reconstitués. L'un des tableaux où interviennent les Tupinambas est celui où, après avoir troqué des armes avec les Normands, ils se battent contre leurs ennemis, les repoussent et mettent le feu aux villages de leurs assaillants. Une naumachie présente ensuite l'attaque d'une caravelle portugaise par un navire français,. 

## Interprétation socio-historique
Le traitement de ces tableaux a retenu l'attention des historiens par la nature des relations entre Français et indigènes qu'il met en œuvre. Loin des zoos humains ou villages qui fleuriront ultérieurement dans les expositions coloniales, il se distingue par la reconnaissance de ces indigènes comme partenaires commerciaux et des alliés à part entière, sans chercher à instaurer des rapports de hiérarchie des races ou de domination morale,.